# Universiteit van Missouri
De Universiteit van Missouri (University of Missouri, ook bekend als Mizzou of MU) is een openbare universiteit gelegen bij Columbia, in de Amerikaanse staat Missouri.
De universiteit is opgericht in 1839, en was de eerste openbare universiteit ten westen van de Mississippi. Sinds 1867 worden er ook vrouwelijke studenten toegelaten, en sinds 1950 Afro-Amerikaanse studenten.
Mu is de primaire universiteit van het universitair systeem van Missouri. Het is tevens de grootste universiteit van Missouri, met ongeveer 30.000 studenten uit alle staten van de Verenigde Staten en 100 andere landen. De universiteit biedt meer dan 270 undergraduate, postgraduate en beroepsopleidingen, verdeeld over 20 scholen en colleges. Het is een van slechts zes openbare universiteiten in de Verenigde Staten met een opleiding voor medicijnen, diergeneeskunde en rechten op dezelfde campus. Ook is de opleiding journalistiek van de universiteit erg bekend. De universiteit is de enige in Missouri die deel uitmaakt van de Association of American Universities. De universiteit heeft meer dan 244.000 alumni.
Op de universiteit zou in 1911 het eerste Americanfootballwedstrijd gespeeld worden, waar de traditie rond homecoming is uit ontstaan. Deze traditie wordt nu elk jaar op veel highschools, colleges en university's gevierd.

## Scholen en colleges
- College van landbouw, voedsel en natuurlijke grondstoffen
  - School voor natuurlijke grondstoffen
- College van kunst en wetenschap
  - School voor schone kunsten
  - School voor muziek
- Trulaske College voor zaken
  - School voor boekhouding
  - Crosby MBA-programma
- College voor onderwijs
  - School voor informatiekunde en leertechnologieën
- College voor techniek
- College voor menselijke milieu wetenschappen
  - School voor maatschappelijk werk
- College voor diergeneeskunde
- School voor gezondheidsberoepen
- School voor medicijnen
- School voor geneeskunde
- School voor journalistiek
- School voor rechten
- Graduate School
  - Truman School voor bestuurskunde

## Sport
Het sportteam van de universiteit is de Missouri Tigers. Deze maakt deel uit van de Big 12 Conference. De kleuren van het team zijn zwart en goud.